# Giuseppe Muraglia

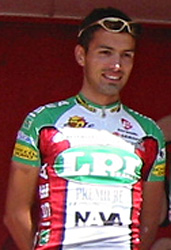
Giuseppe Muraglia (2005)

Giuseppe Muraglia (* 3. August 1979 in Andria) ist ein ehemaliger italienischer Radrennfahrer.
Giuseppe Muraglia entschied 2002 die Gesamtwertung des Giro Ciclistico d’Italia, der Italienrundfahrt für Nachwuchsfahrer.
Im folgenden Jahr wurde er Profi bei Formaggi Pinzolo Fiavè und 2005 wechselte er zum Team L.P.R., für das er eine Etappe des Giro del Trentino gewann. Ab 2007 fuhr Muraglia für das italienische Professional Continental Team Acqua & Sapone. Muragli gewann 2007 das spanische Eintagesrennen Clásica de Almería, wurde aber nach einer positiven Dopingontrolles auf das hCG zwei Jahre vom 11. Oktober 2007 bis zum 10. Oktober 2009 gesperrt.
Nach seiner Sperre fuhr er bis Ende der Saison 2011 für Centri della Calzatura und gewann im Jahr 2010 eine Etappe des Giro della Provincia di Reggio Calabria.

## Erfolge
2002
- Gesamtwertung Giro Ciclistico d’Italia

2005
- eine Etappe Giro del Trentino

2007
- Clásica de Almería[1][2]

2010
- eine Etappe Giro della Provincia di Reggio Calabria

## Teams
- 2003 Formaggi Pinzolo Fiavè-Ciarrocchi Immobiliare
- 2004 Formaggi Pinzolo Fiavè
- 2005 Team L.P.R.
- 2006 Team L.P.R.
- 2007 Acqua & Sapone-Caffe Mokambo
- 2008 gesperrt
- 2009 Centri della Calzatura (ab 01.07.)
- 2010 CDC-Cavaliere
- 2011 D’Angelo & Antenucci-Nippo